# Zachraňte film a Čepičáře
Zachraňte film a Čepičáře (v anglickém originále Free Hat) je devátý díl šesté řady amerického animovaného televizního seriálu Městečko South Park. Premiéru měl 10. července 2002 na americké televizní stanici Comedy Central. 

## Děj
Stan, Kyle, Kenny a Cartman se rozhodnou zachránit filmy před režiséry, kteří je chtějí digitálně upravovat a vylepšovat. Celé město se záhy snaží dostat na svobodu samozvaného Čepce, usvědčeného vraha batolat a dětí. Podaří se jim to? V epizodě vystoupí jako hvězdní hosté herci a režiséři Steven Spielberg a George Lucas.